# المسيحية في تشاد

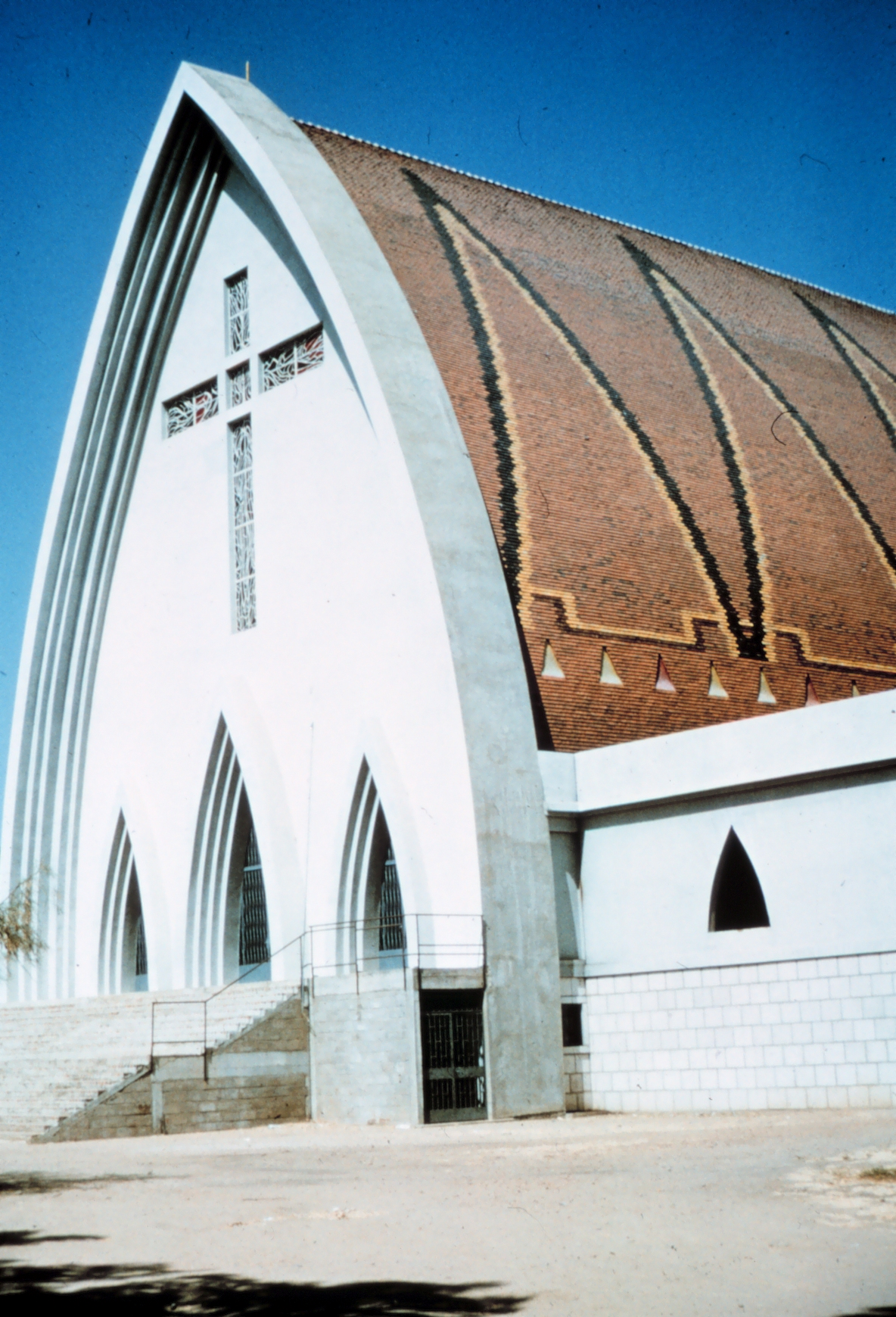
كنيسة كاثوليكية في العاصمة انجمينا.

تًشكل المسيحية في تشاد ثاني أكثر الديانات انتشاراً بين السكان بعد الإسلام، ووصلت المسيحية إلى تشاد في القرن العشرين، وذلك بعد فترة وجيزة من الغزو الاستعماري الفرنسيّ. وفقًا لإحصائية تعود إلى عام 2013 حوالي 34.3% من سكان تشاد من المسيحيين، وكان حوالي 20.1% من سكان تشاد على مذهب الكنيسة الرومانية الكاثوليكية وكان حوالي 14.2% على المذهب البروتستانتيّ. الكنيسة الرومانية الكاثوليكية هي أكبر طائفة مسيحية في البلاد، وينتسب معظم البروتستانت إلى الجماعات الإنجيلية. ويعيش معظم مسيحيي البلاد في جنوب تشاد وفي قيرا. وتحوي تشاد على واحدة من أكبر التجمعات المسيحية في العالم الإسلامي.
خلافًا للنمط السائد في بعض أجزاء أخرى من إفريقيا، حيث شجعت القوى الاستعمارية انتشار الإيمان والتبشير المسيحي، عمل المسؤولين الفرنسيين في تشاد ضد هذه السياسة. هذه التوصية ربما تعكس الأبوية الأوروبية والمحسوبية تجاه الإسلام بدلاً من الليبرالية. بعد الحرب العالمية الأولى، المعارضة الرسمية تجاه المسيحية خفّت، وتساهلت الحكومة مع عمليّات التبشير لكنها لم ترعى المبشريّن أو تضعهم تحت حمايتها. ومنذ الحرب العالمية الثانية، كان تأثير المسيحيون التشاديين الاجتماعي والسياسي والتعليمي ذات تأثير كبير على الحياة التشاديّة على الرغم من محدودية عددهم وصغره. نشرت البعثات التبشيريّة الحضارة الغربية، والنموذج الأوروبيّ للتنمية. وانتشرت المدارس الكاثوليكية والتي اعتمدت مناهج تعليميّة في اللغة الفرنسية. على الرغم من أن الإسلام كان الديانة الغالبة في البلاد، سيطر المسيحيين على الحكومة حيث ورثوا السلطة من الفرنسيين. ولا تزال النخبة السياسيّة المسيحية تهيمن على الحياة السياسيّة منذ عقد 1980.
تسكن المجموعة القبائليَّة السارا – البونغو في الجزء الجنوبي من تشاد، وهي تشمل سبعة قبائل كبيرة، وهم أكثر القبائل تقدمًا في مجال التعليم والثقافة الفرنسية وذلك للعناية والاهتمام الخاص الذي وجدوه من المستعمر الفرنسي إبان فترة الاستعمار الذي استمر ستين عاماً، واعتنق الجزء الأكبر منهم المسيحية على المذهب الكاثوليكي وتشرّبوا بالثقافة الفرنسية.

## تاريخ

### الحقبة الاستعمارية

الكاتدرائية الكاثوليكية في العاصمة انجمينا عام 1962.

على الرغم من وجود محاولات من قبل الكهنة الكاثوليك للاستقرار في المنطقة في أوائل ستينيات القرن السادس عشر، إلا أن البعثات لم تؤت ثمارها. بعد ما يقرب من عقد من الزمان بعد أن أصبحت البلاد مستعمرة لفرنسا، شهدت المنطقة الجنوبية من أراضي تشاد الحالية بدء التبشير الكاثوليكي بوصول كهنة الروح القدس في عام 1929. وفي وقت مبكر من عام 1938، تم نقل البعثة إلى اثنين من الرهبان الكبوشيين، والذين تم طردهم من إثيوبيا.
فقط بعد إعادة تصنيف تشاد كأرض فرنسية ما وراء البحار في عام 1946، بدأ اليسوعيون وجمعية الحبل بلا دنس نشاطًا تبشيريًا منظمًا. وتم إنشاء مقاطعة فورت لامي الرسولية، التي كانت تغطي معظم جنوب البلاد، في عام 1947 وأوكلت رعياتها إلى اليسوعيين. كانت المقاطعات مسؤولة عن الجنوب الغربي، والتي أصبحت محافظة بالا الرسولية في عام 1956. انتقل الكبوشيين الفرنسيون إلى شرق بالا، وهي المنطقة التي أصبحت مقاطعة الرسولية في عام 1951 وأبرشية موندو في عام 1959. أصبحت أبرشية في عام 1955 وأسقفية في عام 1961. وبحلول نهاية القرن العشرين، كان ثلاثة أرباع تشاد الكاثوليك يقيمون في أبرشية موندو. وخلافًا للنمط السائد في بعض أجزاء أخرى من أفريقيا، حيث شجعت القوى الاستعمارية انتشار الإيمان والتبشير المسيحي، عمل المسؤولين الفرنسيين في تشاد ضد هذه السياسة. هذه التوصية ربما تعكس الأبوية الأوروبية والمحسوبية تجاه الإسلام بدلاً من الليبرالية. بعد الحرب العالمية الأولى، المعارضة الرسمية تجاه المسيحية خفّت، وتساهلت الحكومة مع عمليّات التبشير لكنها لم ترعى المبشريّن أو تضعهم تحت حمايتها. ومنذ الحرب العالمية الثانية، كان تأثير المسيحيون التشاديين الاجتماعي والسياسي والتعليمي ذات تأثير كبير على الحياة التشاديّة على الرغم من محدودية عددهم وصغره. نشرت البعثات التبشيريّة الحضارة الغربية، والنموذج الأوروبيّ للتنمية. وانتشرت المدارس الكاثوليكية والتي اعتمدت مناهج تعليميّة في اللغة الفرنسية.
وصل المبشرين البروتستانت إلى جنوب تشاد في عقد 1920. وكان المبشرون المعمدانيون الأمريكيون هم المبشرين البروتستانت الأوائل في البلاد، ولكن سرعان ما قدم مبشرين من طوائف والقوميات الأخرى. وكانت العديد من البعثات الأمريكية فروعًا شمالية لشبكات تبشيرية تأسست إلى الجنوب في مستعمرة أوبانغي-شاري في أفريقيا الاستوائية الفرنسية. وتعززت العلاقات التنظيمية بين البعثات البروتستانتية في جنوب تشاد وأوبانغي-شاري بقرار من قبل فرنسا في عام 1925 بنقل منطقتي لوغون أوكسيدينتال وتاندجيلي ولوغون أورينتال وموين-شاري إلى أوبانغي-شاري. ونظرت هذه المؤسسات البروتستانتية المبكرة إلى كنائسها الخاصة للحصول على الموارد الماديَّة لبلادها وللحصول على الدعم الدبلوماسي. وسمحت هذه الإستقلالية لهم بالحفاظ على مسافة من الإدارة الإستعمارية الفرنسية. وبالإضافة إلى ذلك، وصل المبشرون مع زوجاتهم وأطفالهم، وكثيراً ما كانوا يقضون حياتهم كلها في المنطقة. وقد ترعرع بعض المبشرين الذين وصلوا في ذلك الوقت مع آباءهم المبشرين في بعثات تأسست في وقت سابق في المستعمرات الفرنسية في الجنوب. وأسس بعض من أبناء المبشرين بعثات جديدة. وبقي العديد منهم بعد استقلال البلاد، لكن منذ أوائل أو منتصف عقد 1970، أجبرت حكومة فرنسوا تومبالباي على رحيلهم. على الرغم من أن اللغة والعقيدة المحلية كانت عائق في التحويل الديني في بعض الحالات، إلا أن المشاريع التعليمية والطبيَّة للبعثات البروتستانتية ربما جذبت الناس. حيث أنشأ المبشرون مدارس وعيادات ومستشفيات قبل فترة طويلة من قيام الإدارة الإستعمارية. في الواقع، أنتجت مدارس البعثات البروتستانتية أوائل النخب التشادية والتي درست في العالم الغربي في عقد 1940 وعقد 1950.

### الاستقلال والوضع الحالي
في 11 أغسطس عام 1960، أصبحت تشاد دولة مستقلة. استمرت التوترات العرقية والسياسية القائمة سابقًا في النمو، مما أدى إلى اندلاع الحرب الأهلية التشادية (1965-1979)، والتي أثرت أيضًا على الصراع ضد ليبيا. اعتادت الكنيسة الكاثوليكية أن تكون أحد الأهداف المعتدى عليها في الصراع، وأصبح العديد من الكاثوليك المشاركين في نهاية النضال أهدافًا سياسية حيث قُتل عدداً منهم. في عام 1987، استقرت الحكومة، وفي عام 1990 تم تحقيق السلام في البلاد. وفي محاولة للحفاظ على هذا الاستقرار، أقام الفاتيكان علاقات دبلوماسية مع الحكومة التشادية الجديدة في عام 1988. لكن بدأ الرئيس الانتقالي إدريس ديبي، في تقييد بعض الحريات في أوائل التسعينيات من القرن العشرين، مما دفع قادة الكنيسة لنقد الحكومة. تلعب الكنيسة الكاثوليكية دوراً فعالاً في قضايا التسامح الديني والسياسي والعرقي. وعلى الرغم من حل النزاع الحدودي مع ليبيا، ظلَّت الحكومة هشة، وفي عام 1998 اندلع العنف مرة أخرى في المنطقة الشمالية.
في عام 1999، شارك ممثلو الكنيسة الكاثوليكية في فريق عقدته الحكومة لتطوير قانون الأسرة، المصمم لحل النزاعات القانونية المتعلقة بالأسرة، مع مراعاة العادات والمذاهب الدينية حول قضايا مثل الزواج والطلاق والميراث. كما ظل أعضاء الكنيسة الكاثوليكية يُشاركون بنشاط في قضايا حقوق الإنسان الناشئة عن الحرب المستمرة، مما دفع الحكومة بشكل متقطع إلى حظر التجمعات الدينية التي تناولت هذه القضايا.
تحوي تشاد على واحدة من أكبر التجمعات المسيحية في العالم الإسلامي، ويعيش معظم مسيحيي البلاد في جنوب تشاد وفي قيرا. وعلى الرغم من أن الإسلام كان الديانة الغالبة في البلاد، سيطر المسيحيين على الحكومة حيث ورثوا السلطة من الفرنسيين. ولا تزال النخبة السياسيّة المسيحية تُهيمن على الحياة السياسيّة منذ عقد 1980. وتسكن المجموعة القبائليَّة السارا – البونغو في الجزء الجنوبي من تشاد، وهي تشمل سبعة قبائل كبيرة، وهم أكثر القبائل تقدمًا في مجال التعليم والثقافة الفرنسية وذلك للعناية والاهتمام الخاص الذي وجدوه من المستعمر الفرنسي إبان فترة الاستعمار الذي استمر ستين عاماً، واعتنق الجزء الأكبر منهم المسيحية على المذهب الكاثوليكي وتشرّبوا بالثقافة الفرنسية.

## ديموغرافيا
| الإنتماء          | تعداد 1993 | إحصائيَّة الديموغرافيا والصحة 1996-1997 | إحصائيَّة الديموغرافيا والصحة 2004 | تعداد 2009 | مسح الملاريا 2010 | مركز بيو للأبحاث 2010 | إحصائيَّة الديموغرافيا والصحة 2014-2015 |
| ----------------- | ---------- | ------------------------------------- | -------------------------------- | ---------- | ----------------- | --------------------- | ------------------------------------- |
| الإسلام           | 53.1%      | 54.6%                                 | 55.7%                            | 58%        | 53.6%             | 55.7%                 | 51.8%                                 |
| المسيحية          | 34.3%      | 38.9%                                 | 40.0%                            | 34%        | 43.0%             | 40.0%                 | 44.1%                                 |
| الكاثوليكية       | 20.1%      | 22.6%                                 | 22.4%                            | 18%        | -                 | 22.5%                 | 20.3%                                 |
| البروتستانتية     | 14.2%      | 16.3%                                 | 17.6%                            | 16%        |                   | 17.6%                 | 23.5%                                 |
| طوائف مسيحيَّة أخرى | -          | -                                     | -                                | -          | -                 | -                     | 0.3%                                  |
| إحيائية           | 7.3%       | 2.9%                                  | 4.3%                             | 8%         | 3.4%              | -                     | 0.6%                                  |
| آخرون             | 0.5%       | 3.5%                                  | 4.3%                             | -          | 3.4%              | -                     | -                                     |
| غير معروف         | 1.7%       | 3.5%                                  | 4.3%                             | -          | 3.4%              | -                     | 0.6%                                  |
| لادينية           | 3.1%       | 3.5%                                  | 4.3%                             | -          | 3.4%              | -                     | 2.9%                                  |
| ملاحظة 1. 2.      |            |                                       |                                  |            |                   |                       |                                       |

## الطوائف المسيحية

### الكاثوليكية

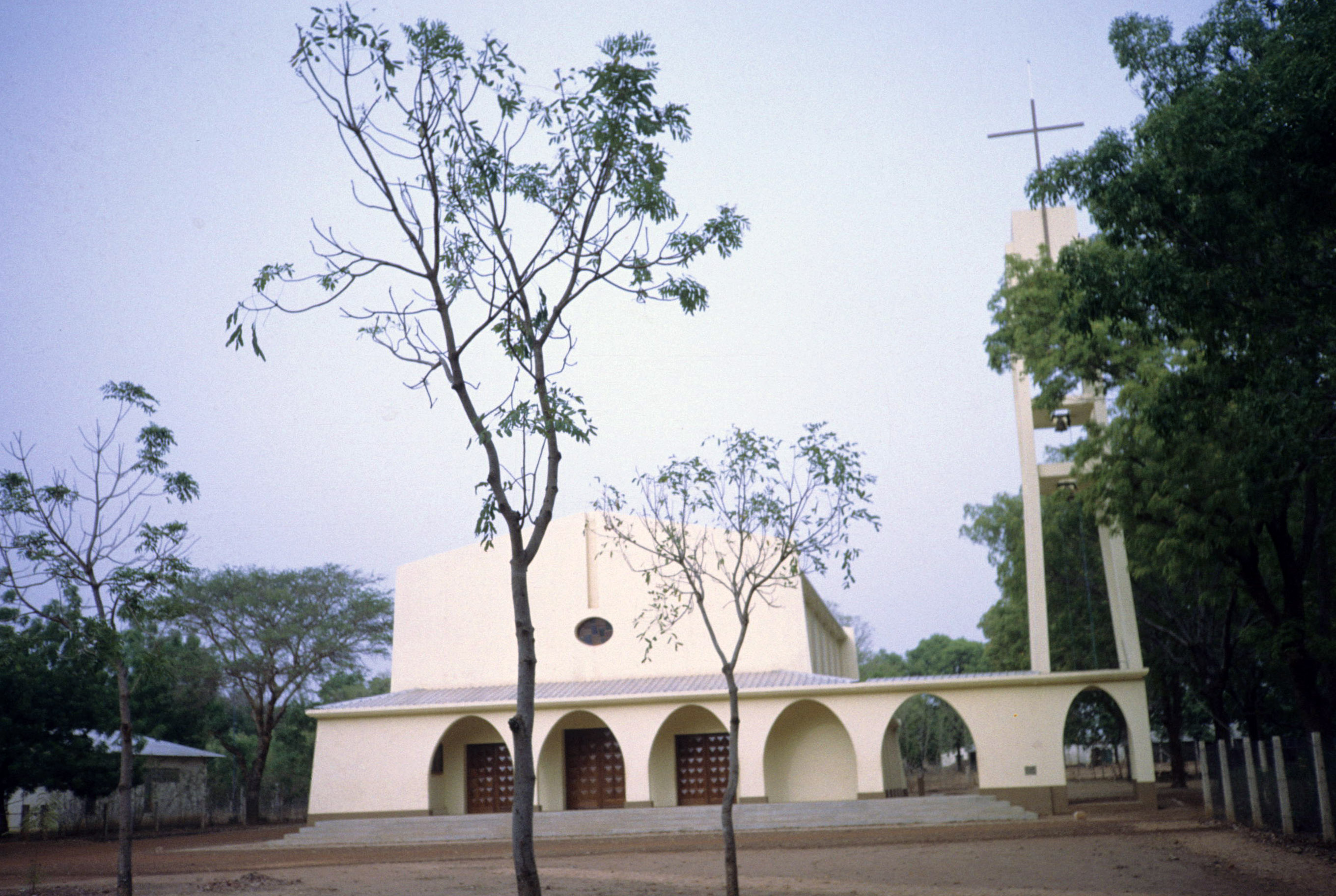
كاتدرائية كاثوليكية في مدينة بالا.

الكنيسة الكاثوليكية التشاديَّة هي جزء من الكنيسة الكاثوليكية العالمية في ظل القيادة الروحية للبابا في روما ومجلس الأساقفة التشادي. وفقاً لتقديرات مركز بيو للأبحاث عام 2010 حوالي 22.5% من السكان من أتباع الكنيسة الرومانية الكاثوليكية، ويتوزع كاثوليك البلاد على سبعة أبرشيات ونيابة رسوليَّة. وصلت البعثات الرومانية الكاثوليكية إلى تشاد في وقت متأخر بالمقارنة مع البعثات التبشيرية البروتستانتية. وبدأت الجهود الكاثوليكية في وقت مبكر من عام 1929 عندما أسس آباء الروح القدس من بانغي بعثة كاثوليكية في كو، بالقرب من موندو في محافظة لوجوني اوكسيدنتال. وفتح قساوسة آخرون بعثات كاثوليكية في مناطق مختلفة في البلاد في عام 1935 وعام 1939 على التوالي.
وفي عام 1946 أفسحت هذه البعثات المستقلة المجال لوجود كاثوليكي محلي، هذا التاريخ المتأخر كان له علاقة بالسياسة الأوروبية في المنطقة، وفي وقت سابق من القرن العشرين، عين الكرسي الرسولي منطقة تشاد لتكون جزءًا من النيابة الرسولية الإيطالية في الخرطوم. وخوفاً من إرسال المبشرين الإيطاليين في عهد الدكتاتور الإيطالي بينيتو موسوليني، فإن الإدارة الفرنسية في تشاد لم تشجع أي نشاط تبشيري كاثوليكي. من جانبه تبنى الفاتيكان نفس التكتيك، حيث لم يكن يرغب في إزعاج النظام الإيطالي من خلال نقل السلطة القضائية في منطقة تشاد إلى الفرنسيين. ونتيجة لهزيمتهم في الحرب العالمية الثانية، فقد الطليان مستعمراتهم الأفريقية. ومهدّت هذه الخسارة الطريق لوجود فرنسي روماني كاثوليكي في تشاد، من خلال إصدار مرسوم رسمي من روما في 22 مارس عام 1946. وأنشأ هذا المرسوم ثلاث سلطات دينية أصبحت في نهاية الأمر أربعة أسقفيات. أدار اليسوعيين الأولى، وكان مقرها في نجامينا. وعلى الرغم من أن ولايتها القضائية شملت المحافظات الثمانية في الأجزاء الشمالية والشرقية من البلاد، إلا أن معظم الرومان الكاثوليك كانوا يعيشون في العاصمة. وأدار الأسقفية الثانية في صحر أيضاً من قبل اليسوعيين، وشمل نفوذها محافظات سلامات وموين-شاري. وكان مقر السلطة الأسقفية الثالثة والرابعة في مدينة بالا وموندو وتم تفويضهما لرهبان أوبلاست دي ماري والكبوشيين. وكانت أسقفية بالا إلى حد بعيد أهم أسقفية في عام 1970، حيث ضمت حوالي 116,000 من أصل 160,000 كاثوليكي تشادي.
إن التقدم البطيء نسبياً للكنيسة الرومانية الكاثوليكية في تشاد له عدة أسباب. على الرغم من أن الكاثوليكية كانت أكثر انفتاحًا على الثقافات المحلية بالمقارنة مع الكنائس البروتستانتية، فإن عقيدة العزوبة ربما ردعت السكان المحليين للتوجه إلى سلك الكهنوت. ولا شك أن الإصرار على الزواج الأحادي جعل الإيمان الكاثوليكي أقل جاذبية لبعض المتحولون المحتملين، وخاصةً من الرجال الأكبر سناً والأغنياء القادرين على تحمل أكثر نفقة الزاوج من زوجة واحدة. جعلت الأعمال الاجتماعية للكنيسة الرومانية الكاثوليكية منها مؤسسة مهمة في تشاد؛ ومثل نظرائهم البروتستانت، لدى البعثات الكاثوليكية تاريخ في الخدمة الاجتماعية. في عقد 1970 كان العاملون في معظم المؤسسات من الرهبان والراهبات والذين عملوا في مجالات الصحة والتعليم والتنمية. وكانت العديد من الراهبات من المهنيين الطبيين المدربات واللواتي خدمن كموظفات في المستشفيات والعيادات الحكومية. وتشير التقديرات إلى أن 20,000 من التشاديين التحقوا بالمدارس الكاثوليكية في عام 1980. وفي مجال التنمية، أنشأت البعثات الكاثوليكية في جنوب تشاد مراكز التنمية الريفية في وقت مبكر من عقد 1950، والتي خدمت السكان المحليين من غير المسيحيين والمسيحيين.

### البروتستانتية

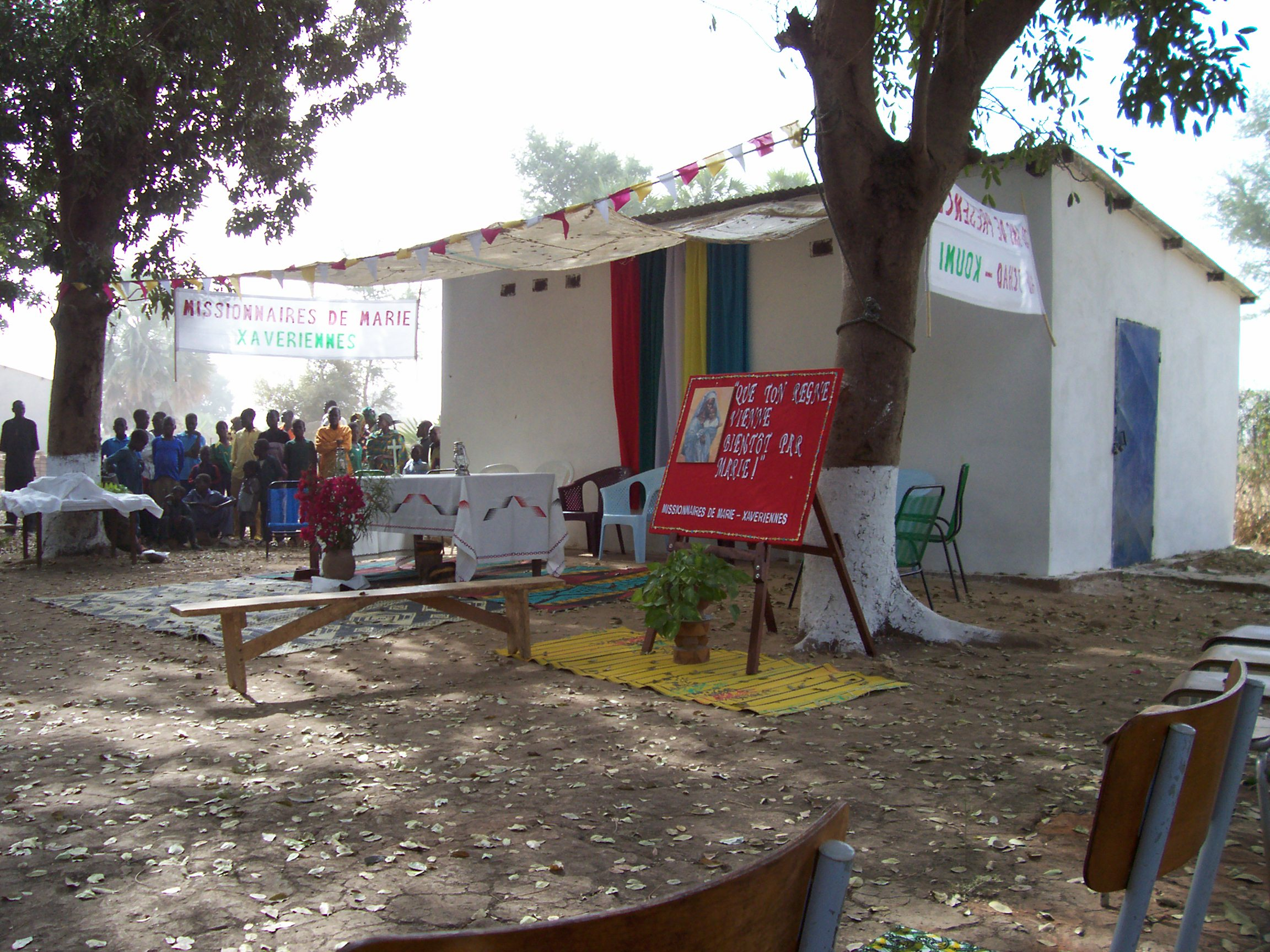
مركز لمنظمة سافريان التبشيريه في التشاد.

وفقاً لتقديرات مركز بيو للأبحاث عام 2010 حوالي 17.6% من السكان من أتباع الكنائس البروتستانتية، ووصل المبشرين البروتستانت إلى جنوب تشاد في عقد 1920. وكان المبشرون المعمدانيون الأمريكيون هم المبشرين البروتستانت الأوائل في البلاد، ولكن سرعان ما قدم مبشرين من طوائف والقوميات الأخرى. وكانت العديد من البعثات الأمريكية فروعًا شمالية لشبكات تبشيرية تأسست إلى الجنوب في مستعمرة أوبانغي-شاري في أفريقيا الاستوائية الفرنسية. وتعززت العلاقات التنظيمية بين البعثات البروتستانتية في جنوب تشاد وأوبانغي-شاري بقرار من قبل فرنسا في عام 1925 بنقل منطقتي لوغون أوكسيدينتال وتاندجيلي ولوغون أورينتال وموين-شاري إلى أوبانغي-شاري. ونظرت هذه المؤسسات البروتستانتية المبكرة إلى كنائسها الخاصة للحصول على الموارد الماديَّة لبلادها وللحصول على الدعم الدبلوماسي. وسمحت هذه الإستقلالية لهم بالحفاظ على مسافة من الإدارة الإستعمارية الفرنسية. وبالإضافة إلى ذلك، وصل المبشرون مع زوجاتهم وأطفالهم، وكثيراً ما كانوا يقضون حياتهم كلها في المنطقة. وقد ترعرع بعض المبشرين الذين وصلوا في ذلك الوقت مع آباءهم المبشرين في بعثات تأسست في وقت سابق في المستعمرات الفرنسية في الجنوب. وأسس بعض من أبناء المبشرين بعثات جديدة. وبقي العديد منهم بعد استقلال البلاد، لكن منذ أوائل أو منتصف عقد 1970، أجبرت حكومة فرنسوا تومبالباي على رحيلهم.
على الرغم من أن اللغة والعقيدة المحلية كانت عائق في التحويل الديني في بعض الحالات، إلا أن المشاريع التعليمية والطبيَّة للبعثات البروتستانتية ربما جذبت الناس. حيث أنشأ المبشرون مدارس وعيادات ومستشفيات قبل فترة طويلة من قيام الإدارة الإستعمارية. في الواقع، أنتجت مدارس البعثات البروتستانتية أوائل النخب التشادية والتي درست في العالم الغربي في عقد 1940 وعقد 1950. وبشكل عام تمتعت الجهود التبشيرية البروتستانتية في جنوب تشاد ببعض النجاح. وفي عام 1980 بعد نصف قرن من التبشير، بلغ عدد البروتستانت في جنوب تشاد حوالي 80,000. إلى جانب جنوب البلاد، أسس البروتستانت بعثات في أجزاء أخرى من تشاد. وفي معظم الحالات تجنبوا التبشير بين السكان المسلمين. وفي العاصمة الكولونيالية فورت لامي، اجتذبت البعثات البروتستانتية أتباعاً من بين الجنوبيين المقيمين.

## المجتمع

### التعليم
وجدت دراسة الدين والتعليم حول العالم قامت بها مركز بيو للأبحاث عام 2016 أنَّ المسيحيون يتفوقون تعليميًا في التشاد على المسلمين حيث أنَّ حوالي 50% من المسيحيين التشاديين غير حاصلين على تعليم رسمي مقابل 89% من المسلمين التشاديين، وعزا بعض علماء الاجتماع ذلك إلى جوانب تاريخية مثل الأنشطة التبشيرية المسيحية خلال فترات الاستعمار الغربي، ويشير روبرت د. ودبيري عالم اجتماع في جامعة بايلور أن للمُبشرين البروتستانت في أفريقيا «كان لهم دور فريد في نشر التعليم الشامل» بسبب الأهمية الدينية لدراسة وقراءة الكتاب المقدس، حيث قام المُبشرين في ترجمة الكتاب المقدس للغات المحليَّة وفي إنشاء المدارس لتعزيز معرفة القراءة والكتابة، ويشير ناثان نان أستاذ الاقتصاد في جامعة هارفارد أنَّ التعليم «هو المكافأة الرئيسية قبل المبشرين لجذب الأفارقة للمسيحية». كما وشجع المبشرين البروتستانت على تعليم المرأة ومحو الأمية بين النساء. كما أسست الكنيسة الكاثوليكية شبكة من المدارس للتعليم المسيحي باللغات المحلية، والتي لعبت في تكوين عدد كبير من النخبة التشاديَّة الكاثوليكية وغير الكاثوليكية.

### المواقف تجاه المسيحية
بحسب مسح لمركز بيو للأبحاث نُشر عام 2013 يقول 34% من المسلمين التشاديين إن جميع المسلمين في بلدهم، أو الكثير منهم، معادون للمسيحيين، وفقاً لمسح أجراه مركز بيو للأبحاث حول مسلمي العالم. ونحو 38% من تم استطلاع آرائهم من المسلمين في تشاد يقولون إن كل أو معظم أو كثير من المسيحيين معادون للمسلمين. وبحسب مركز بيو للأبحاث حوالي 42% من المسلمين التشاديين يقولون إنهم يعرفون بعضًا أو كثيرًا عن المعتقدات المسيحية، ويقول حوالي 64% من المسلمين التشاديين أنَّ المسيحية تختلف كثيراً عن الإسلام، بالمقارنة مع 34% منهم يقولون أنَّ للمسيحية الكثير من القواسم المشتركة مع الإسلام. وقال 30% المسلمين التشاديين أنهم يشاركون في اجتماعات دينيَّة منظمة مع المسيحيين.